# Quận Hamilton, Tennessee
Quận Hamilton là một quận thuộc tiểu bang Tennessee, Hoa Kỳ.
Quận này được đặt tên theo Alexander Hamilton, bộ trưởng ngân khố đầu tiên. Theo điều tra dân số của Cục điều tra dân số Hoa Kỳ năm 2000, quận có dân số 336.463 người. Quận lỵ đóng ở Chattanooga6.

## Địa lý
Theo Cục điều tra dân số Hoa Kỳ, quận có diện tích 1492 km2, trong đó có 85 km2 là diện tích mặt nước.